# 措果乡
措果乡（藏語：མཚོ་སྒོ་），是中华人民共和国西藏自治区日喀则市定日县下辖的一个乡镇级行政单位。

## 行政区划
措果乡下辖以下地区：
嘎热果吉村、雪珠村、塘仁村、吉翁村、美朵村、吉定村和野江村。